# Caregue
Caregue és un poble del terme municipal de Rialp, a la comarca del Pallars Sobirà. Pertanyia a l'antic municipi de Surp.
És situat a 1.165,5 m alt, en un coster a la dreta del Riu de Caregue, en el contrafort sud-oest del Serrat d'Arquer. És a prop i al nord del poble d'Escàs.
Caregue té l'església parroquial de Sant Martí i el santuari de la Mare de Déu de la Muntanya.

## Etimologia
Explica Joan Coromines que Caregue, documentat com a Caresgue en documents antics, un karisue, amb el component ker (roca), i el sufix -sue, amb u consonàntica, que es converteix en consonant velar, -esgue.

## Geografia

### El poble de Caregue

#### Les cases del poble[1]
| - Casa Anton - Casa Ardiaca - Casa Asidro - Casa Baró - Casa Batlle - Casa Bellera - Casa Bertran - Casa Botxa - Casa Bruno - Casa Bursó | - Casa Cappelat - Casa Contra - Casa Cucoró - Casa Ampuy - Casa Esquerdet - Casa Fierro - Casa Font - Casa Fraret - Casa Galí | - Casa Gallard - Casa Gepa - Casa Jaumet - Casa Jaume Xic - Casa Joan Baró - Casa Jongalí - Casa Llaqueta - Casa Llau - Casa Macareu | - Casa Maciana - Casa Maïlla - Casa Marió - Casa Mestret - Casa Montaner - Casa Pejan - Casa Peri - Casa Plaça - Casa Quet | - Casa Ramon - La Rectoria - Casa Reiet - Casa Sastre - Casa Tapiró - Casa Toni - Casa Veleta - Casa Vidal - Casa Voluntari |

## Història

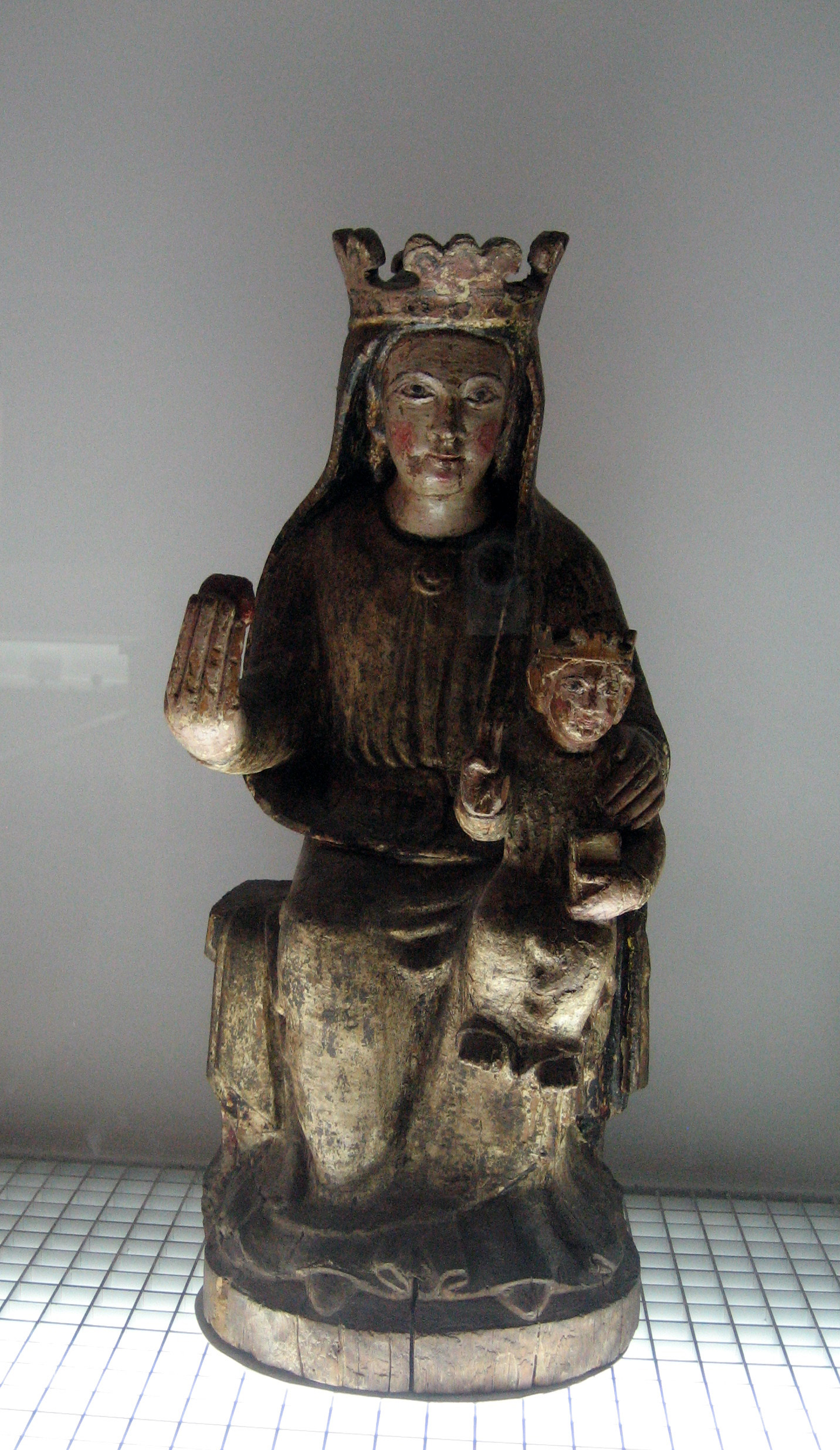
Mare de Déu de la Muntanya de Caregue, talla romànica exposada al Museu Diocesà d'Urgell.

### Edat moderna
En el fogatge del 1553, Caregue declara 1 foc eclesiàstic i 11 focs laics, uns 60 habitants.

### Edat contemporània
Pascual Madoz dedica un article del seu Diccionario geográfico... a Caregue. Hi diu que és una localitat amb ajuntament situada en el vessant d'una muntanya amb exposició al sud; la combaten perfectament tots els vents. El clima hi és fred, i les malalties més comunes són les inflamacions i les pulmonies. Tenia en aquell moment 18 cases i una font d'aigua molt forta. L'església parroquial de Sant Martí, té rector de provisió diocesana en concurs general i dos beneficiats de sang (fills de la parròquia). En depèn l'església d'Escàs. Les terres són en general fluixes, pedregoses i muntanyoses, i a la part nord hi ha alguns boscos poblats de pins. S'hi collia sobretot sègol, a més de fenc, patates i mongetes. S'hi criava bestiar vacum i ovelles. Hi havia molta caça de conills, llebres i perdius. Comptava amb 24 veïns (caps de casa) i 142 ànimes (habitants).

## Demografia[4]
| 1857 | 1888 | 1900 | 1910 | 1920 | 1930 | 1940 | 1950 | 1960 | 1970 | 1981 | 1991 | 2000 | 2002 | 2004 | 2006 | 2008 | 2010 | 2011 |
| ---- | ---- | ---- | ---- | ---- | ---- | ---- | ---- | ---- | ---- | ---- | ---- | ---- | ---- | ---- | ---- | ---- | ---- | ---- |
| 209  | 204  | 140  | 147  | 195  | 159  | 115  | 90   | 102  | 39   | 11   | 19   | 20   | 20   | 22   | 24   | 26   | 29   | 22   |